# Bündnis für Hildesheim
Das Bündnis für Hildesheim war eine in der Stadt Hildesheim tätige unabhängige Wählergemeinschaft. Ihre offizielle Abkürzung lautete „Bündnis!“. Als reine Rathauspartei verfolgte sie ausschließlich kommunalpolitische Ziele.
Die Gründung des „Bündnis!“ gehörte zu den weitreichenden politischen Folgen der so genannten „Pecunia non olet-Affäre“ sowie langjähriger interner Streitigkeiten in der Hildesheimer CDU (vgl. dazu ausführlich: Kurt Machens).

## Geschichte
Das „Bündnis!“ formierte sich 2005 als Unterstützerkreis für die (schließlich erfolgreiche) Kandidatur des kurz zuvor aus der CDU ausgeschlossenen Kurt Machens für das Amt des hauptamtlichen Oberbürgermeisters der Stadt Hildesheim. Da neben mehreren einflussreichen Hildesheimer Kaufleuten auch drei Mitglieder des Rates von der CDU zum „Bündnis!“ übertraten, verfügte dieses bereits kurz nach seiner Gründung über eine eigene Ratsfraktion. Diese bildete gemeinsam mit dem einzigen Ratsvertreter der ebenfalls Machens-nahen Rathauspartei Bürgeraktion Hildesheim (BAH) eine gemeinsame Gruppe.
Im Mai 2006 formierte sich auch im Kreistag des Landkreises Hildesheim eine „Bündnis!“-Fraktion, die sich aus einem ehemaligen Mitglied der FDP und einem ehemaligen Mitglied der SPD zusammensetzte.
Bei den Kommunalwahlen am 10. September 2006 stellte sich das „Bündnis!“ erstmals dem Wählervotum und konnte bei der Wahl zum Rat der Stadt Hildesheim auf Anhieb 17,4 Prozent der Stimmen und damit acht Mandate erringen. Pläne, für die Kommunalwahlen gemeinsame Kandidatenlisten mit der BAH zu bilden, waren im Vorfeld an Namensstreitigkeiten gescheitert. Als Konsequenz dieser Entwicklung entschloss sich unter anderem der Gründer und langjährige Vorsitzende der BAH, Hans Freter, zum „Bündnis!“ überzutreten. Bei der Kreistagswahl erreichte die Wählergemeinschaft, die nur in den zum Gebiet der Stadt Hildesheim gehörenden Wahlbezirken antrat, 3,7 Prozent und damit drei Sitze.
Fraglich war, ob das „Bündnis!“ seinen Erfolg bei der Wahl zum Rat der Stadt Hildesheim auch in politischen Einfluss ummünzen kann, da sich CDU und SPD auf die Bildung einer großen Koalition geeinigt haben, um nicht mit dem „Bündnis!“ zusammenarbeiten zu müssen. Im Dezember 2006 trat der bisherige Partei- und Fraktionsvorsitzende, Heinz-Jörg Heinrich, aus der Fraktion aus und warf seinen bisherigen Mitstreitern nach einem Bericht der Hildesheimer Allgemeinen Zeitung vor, „Politik am Willen der Mitglieder vorbei zu betreiben, Vertraulichkeit zu brechen und um Posten zu kungeln.“
Das „Bündnis!“ kündigte daraufhin ein Wählergruppen-Ausschlussverfahren gegen Heinrich an. Die Fraktion wählte am 21. Dezember 2006 Thomas Müller als neuen Fraktionsvorsitzenden. 
In ihrer Mitgliederversammlung am 1. Februar 2007 wählte die Wählergruppe Roland Skerhut zum neuen Vorsitzenden. Heinrich hatte sich nicht erneut beworben. Der neue Bündnis!-Vorsitzende wies die Vorwürfe von Heinrich zurück. Er widersprach jedoch Darstellungen, dass das Bündnis! bereits über Heinrichs Ausschluss entschieden haben. „Der neue Vorstand kommt heute das erste Mal zusammen, dann reden wir darüber“. Er werde sich jedoch dafür aussprechen, Heinrich auszuschließen. Seit Monaten mache Heinrich nur Schwierigkeiten.
In der ersten Vorstandssitzung am 13. Februar 2007 wurde Heinrich einstimmig aus der Wählergruppe Bündnis! ausgeschlossen. Die Begründung lautete: „bündnisschädigendes Verhalten“. Roland Skerhut wörtlich: „Er hat unsere Wählergruppe geschädigt. So etwas kann nicht folgenlos bleiben.“
Trotz Aufforderung durch die Wählergruppe gab Heinrich sein Ratsmandat nicht zurück. Heinrich erzielte auf Platz 1 in seinem Wahlbereich die zweitwenigsten Stimmen (252) innerhalb des Bündnisses und zog über die Liste in den Rat ein.
Bei den Kommunalwahlen 2011 konnte das Bündnis lediglich noch zwei Ratsmandate erringen. Allerdings traten beide Mandatsträger kurz nach der Wahl aus der Wählergruppe aus, was in Folge auch zu einem deutlichen Mitgliederverlust führte. 
Anfang Januar 2016 wurde bekannt, dass die Mitgliederversammlung der Wählervereinigung mangels Zukunftsperspektive einstimmig die Auflösung des Bündnis beschlossen habe.

## Vorstand
In der Mitgliederversammlung am 23. Mai 2012 wurde ein neuer Vorstand gewählt. Dieser bestand aus:
- Vorsitzender Henning Dreyer
- Stv. Vorsitzender Holger Bock
- Schatzmeister Dieter Engelke
- Schriftführer Jürgen Rieß
- Beisitzerin Elke Diekenbrock-Nikelsky
- Beisitzer Stefan Müller

## Weblink
- Homepage des Bündnisses für Hildesheim